# Mount Hayward
Mount Hayward är ett berg i Antarktis. Det ligger i Östantarktis. Nya Zeeland gör anspråk på området. Toppen på Mount Hayward är 667 meter över havet, eller 31 meter över den omgivande terrängen. Bredden vid basen är 1,0 km.
Terrängen runt Mount Hayward är huvudsakligen kuperad, men den allra närmaste omgivningen är platt. Trakten är obefolkad. Det finns inga samhällen i närheten.